# 로베르토 발라도
로베르토 발라도 멘데스(스페인어: Roberto Balado Méndez, 1969년 2월 15일~1994년 7월 2일)는 쿠바의 권투 선수이다. 1992년 하계 올림픽 남자 최중량급 부문에서 금메달을 획득했으며, 세계 선수권 대회에서 3회 우승을 차지했다.
1994년 7월 2일에 아바나의 철길 건널목에서 추돌 사고로 사망했다.